# Văn uyển anh hoa
Văn uyển anh hoa (tiếng Trung: 文苑英華) là tuyển tập thơ từ, ca dao, khúc ca và tác phẩm từ thời nhà Lương đến thời Ngũ đại thập quốc.
Văn uyển anh hoa là một tác phẩm văn học nổi tiếng thời Tống. Cuốn sách này ban đầu do một nhóm quan lại bao gồm Tống Bạch (宋白), Hỗ Mông (扈蒙), Từ Huyễn (徐鉉) biên soạn theo lệnh của triều đình từ năm 982 đến 986 dưới thời Bắc Tống. Học giả thời Nam Tống Chu Tất Đại đã khắc in cuốn sách bản hoàn chỉnh vào năm 1204, trong khi có tới bốn lần sửa đổi lớn và vô số sửa đổi nhỏ diễn ra trong suốt 200 năm qua. Văn uyển anh hoa được chia thành 1.000 quyển và 38 loại theo phần với 19.102 tác phẩm do khoảng 2.200 tác giả chấp bút; phần lớn việc biên soạn các tác phẩm quan trọng đến từ giới học giả thời Đường. Sách này được coi là một trong Tống tứ đại thư.
Mặc dù vậy, Văn uyển anh hoa có một lượng lớn nội dung đáng giá về lịch sử và văn học Trung Quốc; tác phẩm này hầu như đã bị các học giả ở cả phương Đông và phương Tây bỏ quên kể từ khi cuốn sách được biên soạn và in ấn. Nó có mối liên hệ sâu rộng với các tuyển tập văn học Trung Quốc thời Đường Tống khác.